# Turcja na Zimowych Igrzyskach Olimpijskich 1994
Turcję na Zimowych Igrzyskach Olimpijskich 1994 reprezentował 1 zawodnik. Był to jedenasty start Turcji na zimowych igrzyskach olimpijskich.

## Reprezentanci

### Biegi narciarskie
Mężczyźni
- Mithat Yıldırım
  - Bieg na 10 km – 87. miejsce